# Rabat-Salé-Zemmour-Zaer
Rabat-Salé-Zemmour-Zaer  (arapski:دكالة عبدة) je jedna od 16 regija Maroka i nalazi se na sjeveru kraljevine. U području regije živi 2.037.018 (stanje po procjeni iz 2004. godine), na površini od 9.580 km2. Glavni grad je Rabat.

## Administrativna podjela
Regija se sastoji od sljedećih provincija :
- Khémisset
- Rabat
- Salé
- Skhirate-Témara

## Gradovi
Veći gradovi u regiji su:
- Aïn el Aouda
- Khémisset
- Salé
- Sidi Bouknadel
- Sidi Yahya Zaer
- Skhirate
- Tiflet
- Témara